# ワレンチナ・マトヴィエンコ
ワレンチナ・イワノヴナ・マトヴィエンコ（マトビエンコ、ロシア語: Валенти́на Ива́новна Матвие́нко、ラテン文字表記の例：Valentina Ivanovna Matviyenko、1949年4月7日 - ）は、ロシア連邦の政治家。副首相、北西連邦管区大統領全権代表、サンクトペテルブルク市長を歴任した後は連邦院議長を務めており、ロシアで最も著名かつ人気のある女性政治家の1人である。

## 経歴

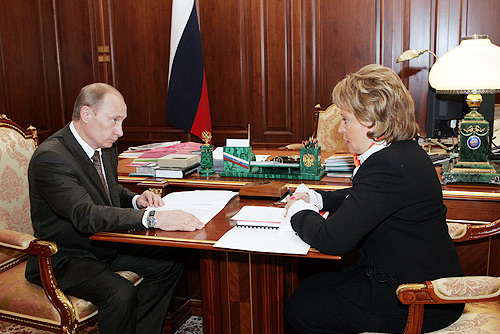
2008年、ウラジーミル・プーチンと会談するマトヴィエンコ（右）

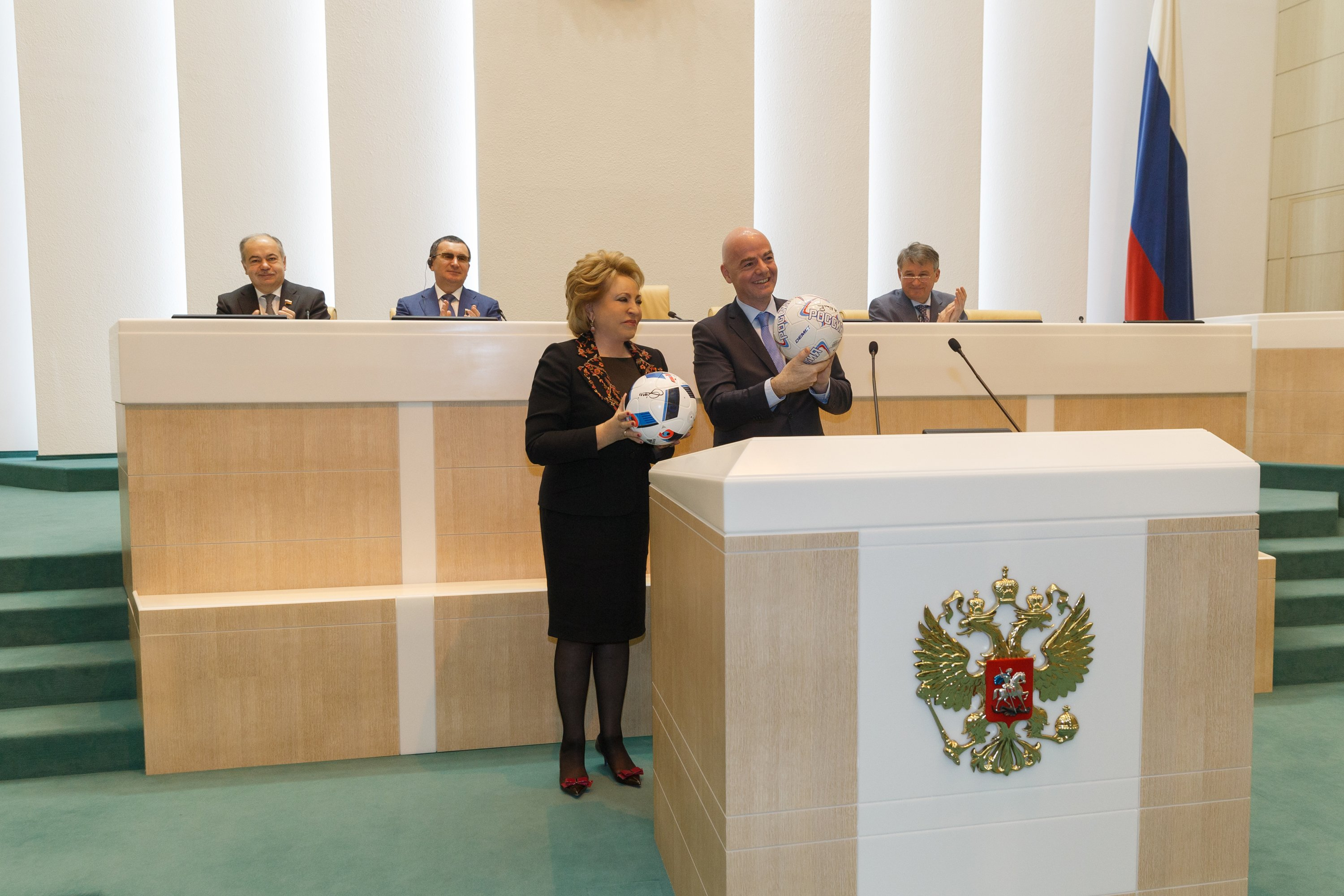
ジャンニ・インファンティーノ（中央右）と写真撮影するマトヴィエンコ（中央左）

1949年4月7日にウクライナ・ソビエト社会主義共和国のフメリニツキー州シェペティフカに誕生する。1972年にレニングラード化学薬科大学を卒業し、1984年までコムソモール活動に従事する。1985年にソ連共産党アカデミーを卒業し、レニングラード市共産党組織・機関に勤務する。
1989年に人民代議員に当選し、最高会議女性・家族・児童問題委員会議長に選出された。1991年から1998年にかけて外交官となり、マルタ大使・ギリシャ大使などのポストを歴任した。1998年にロシア連邦政府に戻り、社会政策担当の副首相を務めた。
2003年3月にプーチン大統領によって北西連邦管区大統領全権代表に任命される。2003年10月にサンクトペテルブルク市長候補に指名され、選挙を経て当選した。
2011年8月にサンクトペテルブルク市長を辞任し、同年9月に連邦院議長に就任した。2019年9月25日に議長に3選した。